# Pyrenula minae
Pyrenula minae är en lavart som beskrevs av Aptroot & Lücking. Pyrenula minae ingår i släktet Pyrenula och familjen Pyrenulaceae.   Inga underarter finns listade i Catalogue of Life.